# MEG (chanteuse japonaise)
 (septembre 2019).
Si vous disposez d'ouvrages ou d'articles de référence ou si vous connaissez des sites web de qualité traitant du thème abordé ici, merci de compléter l'article en donnant les références utiles à sa vérifiabilité et en les liant à la section « Notes et références ».
Pour les articles homonymes, voir MEG.
MEG (メグ), nom de scène de Keiko Yorichika (頼近 恵子, née le 3 octobre 1980 à Hiroshima) est une chanteuse, compositrice et créatrice de mode japonaise.
Elle fait partie de la vague electropop japonaise féminine, aux côtés de groupes tels que Perfume. Elle a débuté en 2002 avec un premier single nommé Scanty Blues. Mais c'est son 3e album, Aquaberry qui lui permet de réellement se faire une place, en se plaçant en no 1 dans les charts japonais, même si son album le plus vendu reste Step (2008).
Son neuvième single, Amai Zeitaku, a été le premier à être produit par Yasutaka Nakata de capsule. Elle fait partie des premiers artistes japonais à réellement se tourner vers la scène internationale, notamment française : elle s'est produite sur scène de nombreuses fois lors des Japan Expo. Sur le sol japonais, sa carrière de chanteuse est toujours en pause.
Au-delà d'être simplement chanteuse, MEG est aussi une icône de la mode au Japon. Mannequin, elle a aussi sa propre marque de vêtements Carolina Glaser, régulièrement encensée par la presse mode, et a attiré l'attention d'autres entreprises de la mode telle qu'Uniqlo pour qui elle a supervisé le design de la collection UT pendant de nombreuses années. Toujours en tête dans les sondages de popularité des magazines de mode, MEG fait régulièrement la couverture des magazines en tant que leader charismatique de la mode Underground.

## Histoire
En 2001, le single Kasa to Shizuku marque les débuts musicaux en indies de meg. En juillet 2002, elle fait ses grands débuts en major (avec le label Dream Machine) avec Scanty Blues, produit par Yasuyuki Okamura. En 2004, Yasuyuki cesse de produire sa musique. En janvier 2006, elle change la graphie de son nom de scène de «meg» à «MEG».
Ses albums BEAM, STEP et BEAUTIFUL ont chacun atteint les premières places des ventes sur iTunes Store japonais.
Son album STEP devint son album le plus vendu de sa carrière en 2008 atteignant la 8e place du Top Oricon en écoulant 29 048 unités.
Son 6e album Beautiful, sort le 27 mai 2009. Son 7e album, Maverick, sort pour sa part le 23 juin 2010, encore une fois à la production et à l'écriture des chansons par Yasutaka Nakata.
MEG débuta sa collaboration avec le producteur Yasutaka Nakata en 2007 d'où aboutit son 9e single, Amai Zeitaku en mai 2007, orientant alors son genre musical vers l'electro-pop. Depuis, elle travailla avec d'autres producteurs et artistes, dont le groupe anglais Hadouken! pour son 14e single, Freak, et le Shanghai Restoration Project (David Liang) pour un mini album nommé Journey. Les morceaux produits par Nakata recourent quasiment tous à l'auto-tune. Le groupe féminin Perfume, également produit par Nakata, utilise aussi l'auto-tune.
La plupart de ses albums récents ont été produits et composés par Yasutaka Nakata (un producteur qui travaille aussi dans le groupe CAPSULE avec Koshijima Toshiko.). C'est ainsi qu'elle a donné des concerts dans tout le Japon mais aussi à l'étranger. En juillet 2009, elle donna un showcase à Japan Expo à Paris durant le défilé de mode Laforet HARAKUKU. Elle revint en France pour Chibi Japan Expo à Paris en 2010 et fut encore une fois invitée à Japan Expo en 2011, du 30 juin au 3 juillet, où elle donna un concert le 1er juillet et participa à des séances de dédicaces durant les quatre jours de l'évènement.
En juillet 2010, MEG écrit sur son blog qu'elle quittait Universal Music Japan et voyagerait à Paris pour faire une pause. Elle sortit le single Passport/Paris et un album compilation intitulé Best Flight avec son label avant d'entrer en hiatus pour une durée indéterminée. Après ça, elle a cessé son travail avec Nakata comme producteur, et a commencé à travailler avec des autres producteurs.
En 2011, elle retourna chez Warner Music, avec le nouveau label Unborde Records label. Depuis le 20 juin 2011, MEG commença à sortir des singles en téléchargement digital sur l'iTunes Store exclusivement pour son public français.
En 2012, MEG a sorti l'album WEAR I AM, avec des chansons produites par Shinichi Osawa, Yasuharu Konishi, et d'autres producteurs célèbres.
En 2013 elle a sorti les singles KISS OR BITE (sous le nom MEG ZOMBIES) et SAVE. Et ces singles faisant part de l'album CONTINUE, sorti à la fin de 2013. Cet album a le concept d'un RPG.
Du côté de la mode, MEG lança sa ligne de vêtements nommée Cheryl durant l'été 2004. Le journal Mori-Girl l'a mise en couverture pour son premier numéro comme représentante du style du même nom. MEG crée également pour sa propre marque, CAROLINA GLASER, pour laquelle elle dessine les modèles qui deviennent la référence du style MORI GIRL.
Les magazines les plus populaires sur la mode la placent toujours au top des personnalités et la mettent sans cesse en couverture[réf. souhaitée]. Elle représente tellement la culture de Harajuku qu'elle est devenue une véritable icône de la mode.
Ces dernières années[Quand ?], de nombreuses sociétés et marques lui ont ainsi offert de s'occuper de designs[réf. souhaitée]. On y retrouve entre autres Uniqlo (magasin de vêtements présent aussi en France), SoftBank (fournisseur de réseau mobile japonais) pour l'iPhone, Lomography (marque d'appareil photo) pour lequel elle a dessiné le style d'un des appareils photographiques (FISH-EYE CAMERA), etc.
Elle a aussi collaboré avec Licca (marque de poupée pour petites filles) pour avoir son propre modèle, avec l'anime Evangelion pour les nouveaux films (Evangelion Shin Gekijouban), etc. Un t-shirt reprenant la couverture de l'album OK avec un personnage d'Evangelion a même été édité[pertinence contestée].
L'émission Japonaise Japan in Motion diffusée sur la chaîne de télévision française Nolife et sur son site officiel lui a consacré un numéro spécial lors du 7e épisode de la saison 3, peu avant son second concert à Paris.
Elle est la première artiste japonaise à avoir donné un concert sur Second Life[réf. souhaitée]. Elle a également participé à la plus grande Rave japonaise jamais organisée dans l'Arène de Yokohama, WIRE05.

## Discographie

### Albums (JP)
1. 9 juillet 2003 - room girl (meg)
2. 22 novembre 2006 - Dithyrambos (meg)
3. 5 décembre 2007 - BEAM
4. 18 juin 2008 - STEP
5. 27 mai 2009 - BEAUTIFUL
6. 23 juin 2010 - MAVERICK
7. 3 octobre 2012 - WEAR I AM
8. 4 décembre 2013 - CONTINUE

### Mini-Albums (JP)
1. 11 avril 2007 - Aquaberry
2. 26 août 2009 - JOURNEY

### Autres Albums (JP)
- mgrmx (2003/03/12) - album remix
- La Japonaise (2012/04/25) - cover album

### Best Album (JP)
- BEST FLIGHT

### Best Album (FR)
- GREETING (2010/10/29)

### Singles (JP)
- SCANTY BLUES (スキャンティブルース) (2002/07/10)
- IKENAI KOTOKAI (イケナイコトカイ) (2002/09/11)
- KOURO (光露) (2003/03/26)
- GROOVE TUBE (2003/03/26)
- STEREO04 (2004/12/01)
- ROCKSTAR (2006/03/15)
- DAWN (2006/09/20)
- AMAI ZEITAKU (甘い贅沢) (2007/05/30)
- OK (2007/10/03)
- MAGIC (2008/03/05)
- HEART (2008/05/07)
- PRECIOUS (2008/09/17)
- FREAK (2009/02/11)
- SECRET ADVENTURE (2010/04/28)
- PASSPORT/PARIS (2010/08/25)
- TRAP (2012/06/13)
- KISS OR BITE (2013/06/05)
- SAVE (2013/06/05)

### Singles Digitaux (FR)
MEG a repris pour ses fans français de nombreuses chansons, souvent des theme songs d'anime), et les a mis en ligne sur l'iTunes Store Français exclusivement et en téléchargement numérique tous les mois.
- DISCOTHEQUE covered from Rosario Vampire (20/06/2011)
- Banana no Namida covered from Le Collège Fou Fou Fou/ High School Kimengumi (20/06/2011)
- Ma Mélissa covered from Les Minikeums (25/07/2011)
- Believe de Folder5 covered from One Piece (30/06/2011)
- Rouge no Dengon (Message en rouge) covered from Majo no takkyūbin (Kiki la petite sorcière) (27/09/2011)
- Still Love Her (Ushinawareta Fuukei) de TM Network - 3e ending de Nicky Larson CITY HUNTER (31/10/2011)
- TOUGH BOY de TOM★CAT - Second ending de Ken le Surviant / Hokuto no Ken (28/11/2011)

### DVD (JP)
- MEG PREMIUM LIVE "PARTY" / DVD du concert au Shibuya AX du 28 août 2008 (2009/02/25)
- MEG CLIPS!! / contient 8 clips et les chorégraphies de 5 chansons (2009/10/28)
- MEG PREMIUM LIVE "PARTY" AT STUDIO COAST / DVD du concert au Studio Coast du 17 juillet 2009 (2009/12/23)

- MEG TRAP [w/ DVD, Limited Edition] / Le single TRAP en édition limitée contient un DVD comportant le concert MEG BIRTHDAY PARTY 2010 IN PUROLAND, les clips de TRAP et de TOUGH BOY.

### Vinyles
- GROOVE TUBE (2003.06.11)
- mgrmx (2003.09.xx)

### Collaborations / Compilations
- Juice - "BLUE FLOWER" feat. meg (2003.12.03)
- Juice - JUICE (#3 "Blue Flower" feat. meg) (2004.01.21)
- GREEN DAYS II (#12 "Warning") (2004.05.12)
- TAICHI MASTER - DISCO☆NNECTION (#4 "THE STAR IS LAZY" featuring meg) (2005.03.30)
- BURGER INN RECORDS GREATEST HITS - 2000-2005 (#10 "Kasa to Shizuku") (2005.03.30)
- LITTLE - LIFE (2005.06.22)
- KAGAMI - SPARK ARTS (#6 "PC na Punk de PC ga Punk" feat. Sheena & meg)(2005.08.26)
- SEXY HOUSE LOVERS (#5 "Now Released") (2007.06.06)
- bossa nova 1991 shibuya scene retrospective (#24 "GROOVE TUBE") (2007.08.08)
- PETALO (2007.09.20)
- Okamura Yasuyuki - Me-imi ~Premium Edition~ (#16 "scanty blues") (2007.10.24)
- Sound Around - Sweet Music (#3 "Wish Your Smile" feat. MEG) (2008.03.19)
- BEAUTIFUL TECHNO (#1 "Amai Zeitaku") (2008.07.16)
- DJ KAORI'S JMIX II (#4 "HEART") (2008.10.29)
- UKAWANIMATION! - ZOUNDTRACK (#10 "Hikyou no Oku no Mushiba no Kioku / Mochinushi wa Yuri・Gera" feat. MEG × iLL") (2008.10.29)
- Suneohair - Birthday (2008.11.12)
- MEG × Q;indivi - When you wish upon a Star (2009.01.28)
- HOUSE☆DISNEY (#1 "When You Wish Upon a Star" (MEG × Q;indivi) (2009.01.28)
- TOWA TEI - BIG FUN (#4 "Lyricist" feat. MEG) (2009.02.04)
- Koi no Uta 2 (#11 "HEART") (2009.06.10)
- LOUD -15th Anniversary Compilation- (#1 "SKIN") (2009.08.26)
- RYUKYUDISKO - pleasure (#13 "Haruka" feat. iLL & MEG) (2009.09.23)
- iLL - ∀ (#8 "Haruka (∀ Mix)" feat. iLL & MEG (RYUKYUDISKO)) (2010.06.23)
- MOTIVATION H compiled by DJ TOWA TEI (#12 "LYRICIST (AJAPAI REMIX)" feat. MEG (TOWA TEI) (2010.07.07 )

### Livres (JP)
- MEG FILES (2009/5)

## Clips
- Scanty Blues (2002)
- Ikenai Kotokai (2002)
- Grouve Tube (2003)
- Kouro (2003)
- Ok (2007)
- Magic (2008)
- Heart (2008)
- Precious (2008)
- When You Wish Upon a Star feat. Q;indivi (2009)
- Freak (2009)
- Freak YASUTAKA NAKATA REMIX (2009)
- Skin (2009)
- Beautiful (2009)
- Droplets (2009)
- Journey (2009)
- Secret Adventure (2010)
- Paris (2010)
- Trap (2012)
- Tough Boy (2012)